# Scotopteryx pallidata
Scotopteryx pallidata là một loài bướm đêm trong họ Geometridae.